# (170008) Michaelstrauss
(170008) Michaelstrauss est un astéroïde de la ceinture principale.

## Description
(170008) Michaelstrauss est un astéroïde de la ceinture principale. Il fut découvert le 5 octobre 2002 à l'observatoire d'Apache Point par le programme Sloan Digital Sky Survey. Il présente une orbite caractérisée par un demi-grand axe de 2,81 UA, une excentricité de 0,02 et une inclinaison de 6,5° par rapport à l'écliptique.

## Compléments